# Fàbrica Rogelio Rojo
La Fàbrica Rogelio Rojo és un edifici de Masquefa (Anoia) protegit com a bé cultural d'interès local.

## Descripció
La fàbrica Rogelio Rojo està situada entre els carrers Rogelio Rojo, Fàbrica, Santa Clara i avinguda Catalunya.
Es tracta d'un conjunt arquitectònic d'ús industrial construït en èpoques diferents: any 1917, anys 30, anys 50, anys 60 i any 1973. El volum principal del conjunt té forma d'U, està format per dues naus de planta baixa i una nau de planta baixa i primera planta. A més hi ha una sèrie d'edificacions annexes que s'han anat afegint al llarg del temps.
L'espai interior és diàfan i de grans dimensions, gràcies als grans finestrals i a la coberta en forma de dent de serra.
L'estructura vertical és de pilars d'acer i parets de càrrega d'obra vista a base de maó massís. La coberta és de teula àrab sobre solera de ceràmica que es recolza sobre encavallades de fusta i metàl·liques (en substitució de les de fusta originals). La nau principal i la les altres dues estan unides, ja que les parets laterals han estat substituïdes per jàsseres metàl·liques amb un pilar d'obra (fàbrica de maó massís) al mig.
Els fonaments són murs correguts de maçoneria de pedra de 60 cm d'amplada.
La coberta de la nau llarga és de teula ceràmica sobre encadellat ceràmic. Els paviments són de formigó i presenten certs desnivells i algunes reparacions.
A l'interior hi ha unes divisions a total alçada amb parets de maó amb pilarets de reforç.
El conjunt industrial ocupa un solar de 9.752 m² dels quals 4.675 són de construccions.

## Història
En el període de la Primera Guerra Mundial (1914-1918) es produeix un augment de demanda per part dels països contendents que anima el desenvolupament de la indústria dedicada al sector tèxtil i metal·lúrgic.
En aquest moment la família Rojo va iniciar la fabricació de complements per les peces de roba que confeccionaven ells mateixos. Finalment, varen optar per fabricar únicament fornitures metàl·liques com sivelles, botons i agulles i també plaques per a les ampolles de cava.
Després de la Guerra les exportacions catalanes van patir una davallada. La crisi es tradueix en atur dels treballadors i es produeixen conflictes socials. L'empresa Rogelio Rojo instal·la la seva nova fàbrica a Masquefa, lluny de la conflictivitat de les àrees urbanes. L'arquitecte encarregat del projecte fou Josep Donés i Torres.
El ritme de producció dels primers anys era estable, la balança entre les importacions i exportacions era favorable, els salaris eren baixos i la plantilla estava majoritàriament per dones.
L'any 1936 amb l'esclat de la Guerra Civil la producció no es va alterar. L'any 1937 en contacte amb la Comissió d'indústries de Guerra per la Generalitat de Catalunya, es comencen a fabricar projectils per l'exèrcit republicà i també es construeix un nou edifici. El 22 de gener de 1939 Masquefa va ser bombardejada per l'aviació italiana.
L'època de postguerra van ser uns moments difícils i la fàbrica es va convertir en un referent econòmic i un element socialitzador pel municipi de Masquefa.
Durant la dècada de 1970 es construeix un nou edifici de dues plantes preparat pel procés productiu de galvanització. A finals dels anys 80 les instal·lacions de la fàbrica van quedar obsoletes i ja no podia competir en el mercat. La fàbrica va tancar al tombant del segle xx.
Aquesta fàbrica ha desenvolupat activitats relacionades amb la metal·lúrgia. La darrera empresa va plegar l'any 2002.